# Drien Puntong
Drien Puntong is een bestuurslaag in het regentschap Aceh Utara van de provincie Atjeh, Indonesië. Drien Puntong telt 501 inwoners (volkstelling 2010).